# Ulrich Sonnenberger
Ulrich Sonnenberger (* in Öhringen in Württemberg; † 29. Dezember 1469 in Wien) war als Ulrich III. Bischof von Gurk und erster Fürstbischof von Gurk.

## Leben
Ulrich Sonnenberger wurde in Württemberg geboren und war bürgerlicher Herkunft. Ab 1425 studierte er an der Universität in Wien und im Jahre 1435 wurde ihm durch Papst Eugen IV. die Pfarre von Hadres verliehen. 1442 wurde er auch Domherr in Passau. Bald darauf reiste er als Gesandter König Friedrichs III. zu Papst Eugen IV., um über die Einberufung eines Konzils in einer deutschen Stadt zu verhandeln. Am 7. November wurde er in Audienz empfangen. Seine Gesandtschaft brachte zwar keine Ergebnisse, er erlangte jedoch für seine eigene Person höchste Gunst. 1443 erhielt er die Pfarre Rußbach in Niederösterreich und die Propstei von St. Jakob in Regensburg. 
Im Jahre 1444 befand sich Sonnenberger im Gefolge von Friedrich III. auf dem Reichstag in Nürnberg. In der Folge fungierte er bis 1465 auch als Beisitzer des königlichen Kammergerichts. Immer wieder wurde er durch den König mit heiklen diplomatischen Missionen betraut und 1452 nimmt er in Rom an der Kaiserkrönung Friedrichs III. teil. Er gehörte auch jener Deputation an, die Friedrichs Braut Eleonore von Portugal zum Empfang nach Livorno entsandt wurde. 

Grab der Bischöfe Sonnenberger und Schallermann in Straßburg

Der Gunst Kaiser Friedrichs verdankte es Sonnenberger, dass er am 4. November 1453 durch Papst Nikolaus V. zum Bischof von Gurk ernannt wurde. Der ursprüngliche Plan des Kaisers, Sonnenberger 1451 auf den freigewordenen Bischofsstuhl von Passau zu befördern, scheiterte am Widerstand des Domkapitels. Am 20. Januar 1454 wird Sonnenberger im Dom von Gurk durch den Seckauer Bischof Georg Überacker geweiht. Im Oktober desselben Jahres erschien er auf dem Reichstag in Frankfurt, um als kaiserlicher Gesandter die Türkenfrage zu behandeln. Noch im selben Jahr wurde er zum kaiserlichen Rat befördert und bekleidete ab 1457 zusätzlich das Amt eines österreichischen Kanzlers. Im Jahr 1460 gewährte der Kaiser Sonnenberger in der Bulla aurea das Recht, dass er gleich den Reichsfürsten als Fürst zu gelten habe und sich und seine Nachfolger von nun an Fürstbischöfe nennen durften. Dabei handelte es sich jedoch nur um einen Ehrentitel und nicht um einen Reichsfürstenstand im staatsrechtlichen Sinn, da der Gurker Bischof seine Regalien ja nicht vom Kaiser erhielt. Am 6. Dezember 1461 war Sonnenberger in Graz anwesend, als Kaiser Friedrich den Stiftsbrief zur Errichtung der Diözese Laibach ausstellte.
Wie auch sein Vorgänger Schallermann setzte sich Sonnenberger für die Heiligsprechung der Hemma von Gurk ein, am 3. Januar 1466 setzte der Papst eine Kommission zur Führung des Prozesses ein. Am 30. Juli 1468 wurde dem Bischof und dem Kaiser jedoch mitgeteilt, dass aufgrund wichtiger Geschäfte und der Pestepidemie in Rom das Verfahren verschoben werden müsse. 
Bischof Sonnenberger ließ die Kollegiatkirche in Straßburg fertigstellen, zu deren Ausbau er 1462 großzügige finanzielle Mittel bereitstellte. Im Herbst 1469 gab der Bischof seine Tätigkeit als kaiserlicher Kanzler auf und verstarb am 29. Dezember 1469 in Wien. Er wurde in der Kollegiatkirche in Straßburg neben seinem Vorgänger Schallermann beigesetzt.